# La sopravvissuta
La sopravvissuta (The Undead) è un film horror statunitense del 1957 diretto da Roger Corman.

## Trama
Un veggente di nome Quinto Ratcliff, tramite una seduta ipnotica, invia una prostituta, Diana Love, indietro nel tempo per scoprire le sue passate esperienze di vita. Diana si impersonifica quindi in Hélène, una donna del Medioevo la cui esecuzione è prevista all'alba del giorno dopo perché è sospettata di essere una strega. Nel tentativo di salvare Diana ed evitare una distorsione temporale, Quintis va indietro nel tempo per convincere Hélène a farsi uccidere. Se non verrà messa in atto la prevista esecuzione, infatti, la storia verrà alterata con conseguenze disastrose.

## Produzione
Il film fu prodotto dalla American International Pictures e dalla Balboa Productions e girato nella Witch's House, detta anche Spadena House, una mansion, utilizzata anche per diversi film muti negli anni venti e trenta, al 516 di Walden Drive, Beverly Hills, California, con un budget stimato in 70.000 dollari. Il resto delle riprese fu girato all'interno di un ex supermercato adibito allo scopo e il film fu completato in sei giorni. Il titolo di lavorazione fu The Trance of Diana Love.
La sopravvissuta fu ispirato da un interesse nella reincarnazione ipnotica in campo cinematografico diffusosi nel corso degli anni cinquanta (vedi anche The She-Creature e I Was a Teenage Werewolf). Il film è vagamente ispirato al racconto di Morey Bernstein The Search for Bridey Murphy alla cui storia Corman aggiunse poi il viaggio nel tempo da parte di Quintis e l'alterazione della linea temporale. Nel film compaiono anche gli strani pipistrelli riciclati dal film Conquistò il mondo, diretto da Corman nel 1956.

## Distribuzione
Il film fu distribuito negli Stati Uniti in modalità double features (due film, al cinema o nei drive in, al prezzo di uno) insieme a Voodoo Woman.

### Date di uscita
Alcune delle uscite internazionali sono state:
- marzo 1957 negli Stati Uniti (The Undead)
- in Italia (La sopravvissuta)
- in Brasile (Os Reencarnados)
- in Francia (The Undead)

## Promozione
Le tagline sono: "A thousand years of naked terror!" ("Mille anni di nudo terrore!") e  "Terror... that screams from the grave!" ("Terrore ... che urla dalla tomba!").

## Critica
Secondo Rudy Salvagnini (Dizionario dei film horror) il film è "ricco di macchiette a volte efficaci [...] altre volte meno" ed "è girato in fretta, con ambientazioni sommarie e una trama poco inventiva, ma la rapidità espositiva e il brio tipico del Corman di quel periodo lo rendono almeno passabile". Secondo Rovi Corporation il film soffre di una sceneggiatura statica, costruita male, che rende quasi impossibile seguire lo svolgersi della trama. Di tutt'altro parere il dizionario Mereghetti, che reputa The Undead  "una delle più interessanti incursioni nel fantastico del primo Corman, che [...] inserisce una bella riflessione sul rapporto tra generazioni diverse, con adulti insensibili che ostacolano l'amore tra i giovani protagonisti. [...] Ricco di spunti ironici, arriva a essere perfino toccante nel finale." 